# نودان
نودان شهری در بخش کوهمره،  شهرستان کوه‌چنار در استان فارس در جنوب ایران است. این شهر مرکز بخش کوهمره است.

## جمعیت
جمعیت شهرنودان در سال ۱۳۹۵ برابر با ۲٬۸۹۲ تن بوده‌است.

## مناطق گردشگری
از نقاط دیدنی نودان چشمه آب غنی، چشمه مرواک و چشمه رنجان است که در مسیر جاده کازرون به شیراز واقع شده‌است. در دامنه کوه، چشمه‌ای جوشان دارد که آب آن بسیار گواراست. این چشمه که سرچشمه اصلی آن از نودان است به چشمه «پیر سبز» و از آنجا به رودخانه شاپور می‌پیوندد. در فصل زمستان نیز به هنگام بارندگی حجم آب آن بسیار زیاد می‌شود. همچنین دشت برم بزرگترین دشت بلوط ایران در این بخش واقع شده‌است.
از جمله امکانات این شهر زمین چمن مجموعه ورزشی شهدا سالن های ورزشی چند منظوره دانشگاه پیام نور واحد نودان واستخر سر پوشیده انقلاب می باشد.

## پیشینه
شهر نودان تا سال ۱۳۹۸ از توابع شهرستان کازرون بوده است که با تشکیل شهرستان کوه چنار هم اکنون در تابعیت این شهرستان قرار دارد.

## بزرگان
غلامحسین نوذری، وزیر نفت ایران اهل نودان بوده است. وی از سال ۷۰ تا ۷۸ نماینده دوره چهارم و پنجم مجلس شورای اسلامی بوده و در آبادانی این شهر بسیار تلاش کردند.